# Acacia cometes
Acacia cometes é uma espécie de leguminosa do gênero Acacia, pertencente à família Fabaceae.